# Soukaina Sahib
Soukaina Sahib (en arabe : سكينة صاحب), née le 1er avril 1995 à Youssoufia, est une taekwondoïste marocaine. 

## Carrière
Soukaina était membre de club de taekwondo OCY. Elle est sacrée championne d'Afrique de taekwondo dans la catégorie des moins de 46 kg en 2018.
Aux Jeux africains de 2019, elle remporte la médaille d'or en moins de 46 kg. Aux Championnats d'Afrique de taekwondo 2021 à Dakar, elle obtient la médaille d'argent dans la catégorie des moins de 46 kg.
Elle est médaillée de bronze des moins de 46 kg aux Championnats du monde féminins de taekwondo 2021 à Riyad puis médaillée d'or dans cette catégorie aux Jeux de la solidarité islamique de 2021 à Konya ainsi qu'aux Championnats d'Afrique de taekwondo 2022 à Kigali et aux Championnats d'Afrique de taekwondo 2023 à Abidjan.
Elle est médaillée d'argent des moins de 46 kg aux Jeux africains de 2023 à Accra.